# Elizabeth Perkins
Elizabeth Ann Perkins (Queens, New York, 18 november 1960) is een Amerikaanse actrice, die te zien is in Miracle on 34th Street, The Flintstones en Weeds.
Ze groeide op in Vermont als kind van James Perkins en Jo Williams. Haar grootouders waren Griekse immigranten. Toen zij in de Verenigde Staten aankwamen, veranderden zij hun naam van "Pisperikos" naar "Perkins". Ze maakte haar debuut als actrice in 1986 in de film About Last Night.... Haar grote doorbraak als actrice kwam er toen ze naast Tom Hanks mocht schitteren in Big. In 1993 maakte ze haar debuut op televisie in de reeks For Their Own Good.
Toen ze auditie deed voor de rol van Wilma Flintstone in The Flintstones, was ze de eerste (en in principe laatste) kandidaat die de kamer binnenkwam voor de rol. Na haar auditie keken producers Cohen & Levant elkaar aan en riepen: Dat is Wilma!.
In 2005 kreeg ze de rol van Celia Hodes aangeboden in de serie Weeds, een rol die haar twee Golden Globe en één Emmy nominatie opleverde. Zelf vindt ze deze rol de leukste uit haar carrière, omdat ze zo verschilt van alle andere rollen die ze al gespeeld heeft.
In 2023 sprak Perkins de stem in van May Parker / Quippy Spider-Person in de animatiefilm Spider-Man: Across the Spider-Verse.
Ze is getrouwd met Julio Macat, een Argentijnse film- en documentairemaker. Ze heeft één dochter uit een vorig huwelijk, Hannah.